# Franca Bianconi

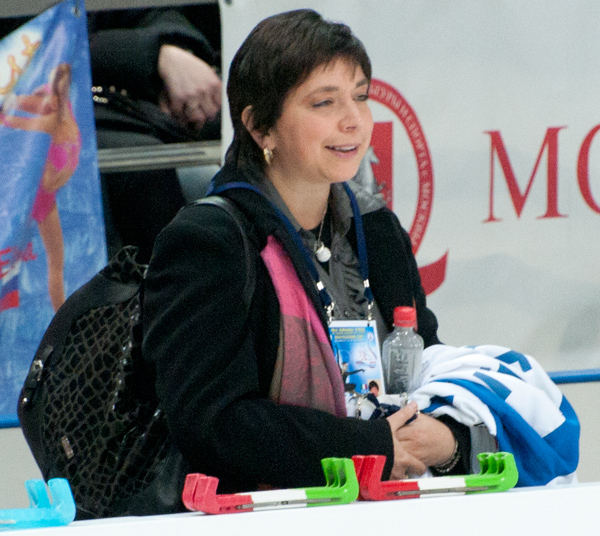
Franca Bianconi 2011

Franca Ana Bianconi (* 3. März 1962 in Mailand, Lombardei) ist eine italienische Eiskunstlauftrainerin und ehemalige Eiskunstläuferin, die im Einzellauf startete. Sie vertrat Italien bei den Olympischen Winterspielen 1980.
Franca Bianconi ist als Trainerin für den Einzellauf und Paarlauf tätig. Bei ihr trainieren bzw. trainierten die Läuferinnen Sofia Curci, Marcella de Trovato, Valeria Leoni, Roberta Rodeghiero, Valentina Marchei, Ivan Righini, Matteo Rizzo sowie die Sportpaare Stefania Berton / Ondřej Hotárek bzw. später Valentina Marchei / Ondřej Hotárek, Rebecca Ghilardi / Filippo Ambrosini, Lucrezia Beccari / Matteo Guarise.
Ihre Tochter Victoria Manni ist ebenfalls Eiskunstläuferin und trainierte als Einzelläuferin bei ihrer Mutter. Inzwischen tritt sie mit Carlo Röthlisberger im Eistanz an.

## Ergebnisse als Eiskunstläuferin
| Meisterschaft/Jahr      | 1977 | 1978 | 1979 | 1980 | 1981 |
| ----------------------- | ---- | ---- | ---- | ---- | ---- |
| Olympische Winterspiele |      |      |      | 19.  |      |
| Weltmeisterschaften     | 19.  | -    | 24.  | -    | -    |
| Europameisterschaften   | 18.  | 18.  | 23.  | -    | 17.  |